# Vitorlázás az 1976. évi nyári olimpiai játékokon
Az 1976. évi nyári olimpiai játékokon a vitorlázásban hat számot bonyolítottak le.

## Éremtáblázat
(A rendező ország csapata eltérő háttérszínnel, az egyes számoszlopok legmagasabb értéke, vagy értékei vastagítással kiemelve.)
| Az 1976. évi nyári olimpiai játékok éremtáblázata vitorlázásban | Az 1976. évi nyári olimpiai játékok éremtáblázata vitorlázásban | Az 1976. évi nyári olimpiai játékok éremtáblázata vitorlázásban | Az 1976. évi nyári olimpiai játékok éremtáblázata vitorlázásban | Az 1976. évi nyári olimpiai játékok éremtáblázata vitorlázásban | Olimpia  |
| --------------------------------------------------------------- | --------------------------------------------------------------- | --------------------------------------------------------------- | --------------------------------------------------------------- | --------------------------------------------------------------- | -------- |
|                                                                 | Ország                                                          | Arany                                                           | Ezüst                                                           | Bronz                                                           | Összesen |
| 1.                                                              | NSZK (FRG)                                                      | 2                                                               | 0                                                               | 1                                                               | 3        |
| 2.                                                              | Nagy-Britannia (GBR)                                            | 1                                                               | 1                                                               | 0                                                               | 2        |
| 3.                                                              | NDK (GDR)                                                       | 1                                                               | 0                                                               | 1                                                               | 2        |
| 4.                                                              | Dánia (DEN)                                                     | 1                                                               | 0                                                               | 0                                                               | 1        |
| 4.                                                              | Svédország (SWE)                                                | 1                                                               | 0                                                               | 0                                                               | 1        |
|                                                                 |                                                                 |                                                                 |                                                                 |                                                                 |          |
| 6.                                                              | Egyesült Államok (USA)                                          | 0                                                               | 2                                                               | 1                                                               | 3        |
| 7.                                                              | Szovjetunió (URS)                                               | 0                                                               | 2                                                               | 0                                                               | 2        |
| 8.                                                              | Spanyolország (ESP)                                             | 0                                                               | 1                                                               | 0                                                               | 1        |
|                                                                 |                                                                 |                                                                 |                                                                 |                                                                 |          |
| 9.                                                              | Ausztrália (AUS)                                                | 0                                                               | 0                                                               | 2                                                               | 2        |
| 10.                                                             | Brazília (BRA)                                                  | 0                                                               | 0                                                               | 1                                                               | 1        |
|                                                                 |                                                                 |                                                                 |                                                                 |                                                                 |          |
| Összesen                                                        | Összesen                                                        | 6                                                               | 6                                                               | 6                                                               | 18       |

## Érmesek

### Nyílt számok
| Az 1976. évi nyári olimpiai játékok érmesei vitorlázásban |                                                                            |                                                                          |                                                               |
| Versenyszám                                               | Arany                                                                      | Ezüst                                                                    | Bronz                                                         |
| Finn dingi                                                | Jochen Schümann · NDK (GDR)                                                | Andrej Balasov · Szovjetunió (URS)                                       | John Bertrand · Ausztrália (AUS)                              |
| 470-es osztály                                            | NSZK (FRG) · Frank Hübner · Harro Bode                                     | Spanyolország (ESP) · Antonio Gorostegui · Pedro Millet                  | Ausztrália (AUS) · Ian Brown · Ian Ruff                       |
| Soling                                                    | Dánia (DEN) · Poul Richard Høj Jensen · Valdemar Bandolowski · Erik Hansen | Egyesült Államok (USA) · Walter Glasgow · John Kolius · Richard Hoepfner | NDK (GDR) · Dieter Below · Michael Zachries · Olaf Engelhardt |
| Repülő hollandi                                           | NSZK (FRG) · Jörg Diesch · Eckart Diesch                                   | Nagy-Britannia (GBR) · Rodney Pattisson · Julian Brooke-Houghton         | Brazília (BRA) · Reinaldo Conrad · Peter Ficker               |
| Tornádó osztály                                           | Nagy-Britannia (GBR) · Reginald White · John Osborn                        | Egyesült Államok (USA) · David McFaull · Michael Rothwell                | NSZK (FRG) · Jörg Spengler · Jörg Schmall                     |
| Tempest                                                   | Svédország (SWE) · John Albrechtson · Ingvar Hansson                       | Szovjetunió (URS) · Valentin Mankin · Vlagyiszlav Akimenko               | Egyesült Államok (USA) · Dennis Conner · Conn Findlay         |